# سیارک ۶۴۵۲
سیارک ۶۴۵۲ (به انگلیسی: 6452 Johneuller، نامگذاری:1991HA) شش هزار و چهارصد و پنجاه و دومین سیارک کشف شده‌است که در ۱۷ آوریل ۱۹۹۱ کشف شد.
قدر مطلق سیارک برابر ۱۳٫۶۰ است.